# 聯合國軍1950年9月反攻
聯合國軍1950年9月反攻（英語：UN September 1950 counteroffensive）是聯合國軍於1950年9月23日開始對朝鮮人民軍的大規模進攻。這是繼仁川登陸後的大型作戰，聯合國軍最後越過北緯38度進軍北韓。